# Малое Вознесение
Храм Вознесения Господня на Никитской («Малое Вознесение») — православный храм Центрального благочиния Московской епархии.
Расположен в Пресненском районе Центрального административного округа Москвы по адресу Большая Никитская улица, д. 18. Главный престол освящён в честь праздника Вознесения Господня.
С 1830-х годов в народе широко распространилось название храма «Малое Вознесение», в отличие от «Большого Вознесения» — более новой церкви Вознесения за Никитскими Воротами (1827—1848). До постройки Большого Вознесения храм именовался «Старым Вознесением».

## История
Первое упоминание о церкви относится к 1548 году. Её деревянное здание было уничтожено пожаром в 1629 году. Современное каменное здание было построено в 1634 году. В 1680-е годы храм перестраивался, к нему был добавлен южный придел святых Прокопия и Иоанна Устюжских. В 1690 году в храме упоминается также северный придел святителя Николая.
В 1737 году храм пострадал от пожара и был восстановлен в 1739 году. При этой реконструкции к нему был пристроен северный придел в память усекновения главы Иоанна Предтечи. В 1764 году храм был надстроен восьмиугольным барочным барабаном, увенчанным одной главкой.
В начале XIX века был увеличен южный придел храма, сооружена арочная галерея, примыкающая к северному приделу, построена тёплая паперть. В 1831 году храм был украшен новым иконостасом. В 1876 году церковь была перестроена по проекту архитектора Алексея Мартынова. В 1902 году в храме были проведены реставрационные работы.
После революции 1917 года храм продолжал действовать некоторое время. В 1929 году с него сбили колокола и отправили на переплавку, а в 1937 году он был закрыт. В конце 1930-х годов с него сбили кресты и переоборудовали внутренние помещения. В 1980 году храм занимало одно из управлений Главмосстроя.
В 1992 году храм был возвращён Русской православной церкви. Работами по его восстановлению занималась приходская община храма Воскресения Словущего на Успенском Вражке. В день Вознесения Господня 3 июня 1992 года был освящён главный престол храма. Над украшением храма росписями работали художники Ирина Старженецкая и Иван Глазунов. Иконостасы храма выполнены иконописцем Сергеем Фёдоровым.

## Духовенство
- Настоятель — протоиерей Александр Задорнов[5];
- Протоиерей Алексей Давиденко[6];
- Священник Дмитрий Сорокин[7].